# 托波洛夫格勒
托波洛夫格勒是保加利亞的城鎮，位於該國南部，距離首府哈斯科沃85公里，由哈斯科沃州負責管轄，海拔高度311米，2011年人口5,588，居民主要信奉東正教。